# سد المرباة
سد المرباة هو سد في المملكة العربية السعودية افتتح عام 1984 ويقع في منطقة الباحة.